# Андре Скембрі
Андре Скембрі (англ. André Schembri, нар. 27 травня 1986, П'єта) — мальтійський футболіст, півзахисник клубу «Омонія».
Виступав, зокрема, за клуб «Омонія», а також національну збірну Мальти.

## Клубна кар'єра
У дорослому футболі дебютував 2002 року виступами за команду клубу «Гіберніанс», в якій провів три сезони, взявши участь у 44 матчах чемпіонату. 
Згодом з 2005 по 2012 рік грав у складі команд клубів «Марсашлокк», «Айнтрахт» (Брауншвейг), «Карл Цейс», «Аустрія Кернтен», «Ференцварош», «Олімпіакос» та «Паніоніос».
Своєю грою за останню команду привернув увагу представників тренерського штабу клубу «Омонія», до складу якого приєднався 2012 року. Відіграв за нікосійську команду наступні два сезони своєї ігрової кар'єри. Більшість часу, проведеного у складі «Омонії», був основним гравцем команди. У складі «Омонії» був одним з головних бомбардирів команди, маючи середню результативність на рівні 0,4 голу за гру першості.
Протягом 2014 року захищав кольори команди клубу «Франкфурт».
До складу клубу «Омонія» знову повернувся 2015 року. Відтоді встиг відіграти за нікосійську команду 37 матчів в національному чемпіонаті.

## Виступи за збірні
Протягом 2004–2006 років залучався до складу молодіжної збірної Мальти. На молодіжному рівні зіграв у 13 офіційних матчах, забив 4 голи.
У 2006 році дебютував в офіційних матчах у складі національної збірної Мальти. Наразі провів у формі головної команди країни 70 матчів, забивши 3 голи.

## Титули і досягнення
- Чемпіон Мальти (1):

«Марсашлокк»: 2006-07
- Володар Суперкубка Кіпру (1):

«Аполлон»: 2017